# Lengshui (köpinghuvudort i Kina, Jiangxi Sheng, lat 27,91, long 117,18)
Lengshui (kinesiska: 冷水) är en köpinghuvudort i Kina. Den ligger i provinsen Jiangxi, i den sydöstra delen av landet, omkring 150 kilometer sydost om provinshuvudstaden Nanchang. Antalet invånare är 3 911. Befolkningen består av 1 813 kvinnor och 2 098 män. Barn under 15 år utgör 18,0 %, vuxna 15-64 år 74 %, och äldre över 65 år 7,0 %.
Runt Lengshui är det ganska tätbefolkat, med 72 invånare per kvadratkilometer. Närmaste större samhälle är Tangwan, 18,9 km norr om Lengshui. I omgivningarna runt Lengshui växer i huvudsak blandskog.
Genomsnittlig årsnederbörd är 2 687 millimeter. Den regnigaste månaden är juni, med i genomsnitt 448 mm nederbörd, och den torraste är oktober, med 31 mm nederbörd.